# Revisão bibliográfica
A revisão bibliográfica, ou revisão da literatura, é uma análise meticulosa e ampla das publicações correntes em uma determinada área do conhecimento. Segundo o Manual de produção de textos acadêmicos e científicos, "As pesquisas de revisão bibliográfica (ou revisão de literatura) são aquelas que se valem de publicações científicas em periódicos, livros, anais de congressos etc., não se dedicando à coleta de dados in natura, porém não configurando em uma simples transcrição de ideias. Para realizá-la, o pesquisador pode optar pelas revisões de narrativas convencionais ou pelas revisões mais rigorosas".

## Tipos
O Manual de produção de textos acadêmicos e científicos traz uma distinção entre dois tipos de revisões: as mais rigorosas e as de narrativas convencionais.
As revisões mais rigorosas são a meta-análise, a previsão sistemática ou meta-análise qualitativa e a revisão integrativa. 
- Meta-análise é uma análise quantitativa extraída de dados primários, ou seja, de múltiplos estudos primários a partir do emprego de instrumentos estatísticos, afim de aumentar a objetividade e a validade dos achados.
- A previsão sistemática ou meta-análise qualitativa é uma síntese rigorosa de todas as pesquisas relacionadas a uma questão específica, enfocando primordialmente estudos experimentais.
- Já a revisão interativa é a mais ampla abordagem metodológica referente às revisões, pois permite a inclusão de estudos experimentais e não-experimentais para uma compreensão completa do fenômeno analisado.

As revisões de narrativas convencionais, com menor rigor metodológico, são a revisão de determinação do estado da arte, a revisão teórica, a revisão empírica e a revisão histórica. 
- O estado da arte sumariza o que já se sabe sobre o tema e os principais entraves metodológicos.
- A revisão teórica explica o problema de pesquisa em um quadro de referência teórica.
- A revisão empírica procura mostrar como problema vem sendo explicado do ponto de vista metodológico.
- A revisão histórica busca recuperar a evolução de um conceito, tema, abordagem ou outros aspectos que visam explicar os fatores determinantes de um objeto de estudo.[2]